# Paulos I. von Konstantinopel
Paulos I. (griechisch Νέας Ρώμης Παύλος Α΄; † um 350) war Bischof von Konstantinopel (337–339, 341, 347–350). In seiner Zeit gab es heftige Kämpfe in Konstantinopel zwischen arianischen und orthodoxen Christen.
Paulos wird in der orthodoxen und der katholischen Kirche als Heiliger und Bekenner des Glaubens verehrt. Gedenktage sind der 6. November (orthodox) und der 7. Juni (katholisch).

## Leben
Paulos stammte aus Thessaloniki.
337 wurde er zum Bischof von Konstantinopel gewählt. Um 339 (?) ließ Kaiser Constantius II. Paulos wieder absetzen. Nachfolger wurde der arianische Bischof Eusebius von Nikomedia.
Paulos ging nach Rom, in den Herrschaftsbereich von Constans. Julius I., Bischof von Rom, unterstützte abgesetzte Bischöfe aus dem Osten.
341 wurde Paulos erneut zum Bischof von Konstantinopel eingesetzt. Als arianischer Bischof wurde Makedonios I. gewählt. Kaiser Konstantius ließ Paulos wieder absetzen. Daraufhin kam es zu blutigen Unruhen in der Stadt. Paulos musste Konstantinopel verlassen. 344 wurde Paulos wieder zum Bischof von Konstantinopel eingesetzt, nachdem Constans militärische Gewalt angedroht hatte, falls dies nicht geschähe. 350 ließ Konstantius Paulos absetzen, nachdem Constans gestorben war. Bald danach wurde Paulos in Kappadokien erhängt.
381 wurde sein Leichnam nach Konstantinopel überführt und in der St.-Paulos-Kirche bestattet. Diese Kirche war möglicherweise nach ihm benannt worden. 1226 wurden die Gebeine nach Venedig in die Kirche San Lorenzo gebracht.